# Kardis
Kardis (finska: Kaartinen) är en ort vid Torne älv i Pajala kommun. Kardis ligger längs med riksväg 99, cirka 4,5 kilometer norr om Jarhois och cirka 27 km söder om Kengis.
Enligt jordaboken var den första invånaren i Kardis Henrik Kardhine, som levde där 1596. På grund av detta hör Kardis till en av Tornedalens äldsta byar.
Vid folkräkningen 1890 var 126 personer skrivna i Kardis. År 1920 fanns det 220 invånare. I maj 2016 fanns det enligt Ratsit 74 personer över 16 år registrerade med Kardis som adress.